# Huawei Ascend P7
Huawei Ascend P7 — смартфон, який розробила компанія Huawei; входить у флагманську серію Ascend P. Був представлений 7 травня 2014 року. Є наступником Huawei Ascend P6 та попередником Huawei P8.

## Дизайн
Екран виконаний зі скла Corning Gorilla Glass 3. Задня панель виконана зі скла. Верхній та бокові торці виконані з алюмінію, а нижній — з пластику.
Знизу розташовані роз'єм microUSB та мікрофон. Зверху розміщений другий мікрофон та 3.5 мм аудіороз'єм. З правого боку розміщені кнопки регулювання гучності, кнопка блокування смартфону та залежно від версії слоти під 2 SIM-картки або під 1 SIM-картку і карту пам'яті формату microSD до 128 ГБ. На задній панелі розташовані динамік, камера та спалах.
Huawei Ascend P7 продавався в 3 кольорах: чорному, білому та рожевому.

## Технічні характеристики

### Платформа
Смартфон отримав процесор Kirin 910T та графічний процесор Mali-450MP4.

### Батарея
Батарея отримала об'єм 2500 мА·год.

### Камера
Смартфон отримав основну камеру 13 Мп, f/2.0 (ширококутний) з автофокусом та здатністю запису відео в роздільній здатності 1080p@30fps. Фронтальна камера отримала роздільність 8 Мп, світлосилу f/2.0 (ширококутний) та здатність запису відео в роздільній здатності 1080p@30fps.

### Екран
Екран IPS LCD, 5.0", FullHD (1920 × 1080) з щільністю пікселів 441 ppi та співвідношенням сторін 16:9.

### Пам'ять
Смартфон продавався в комплектаціях 2/16 ГБ.

### Програмне забезпечення
Смартфон був випущений на EMUI 2.3 на базі Android 4.4.2 KitKat. Був оновлений до EMUI 3.1 на базі Android 5.1.1 Lollipop.

## Huawei Ascend P7 Sapphire Edition
Huawei Ascend P7 Sapphire Edition — спеціальна версія Ascend P7, особливістю якої стало сапфірове скло, що використувується для захисту передньої панелі. Також задня панель виконана з кераміки, а торці пофарбовані у золотий колір. Смартфон продавався виключно на території Китаю.

## Рецензції
Оглядач з інформаційного порталу ITC.ua відніс до мінусів Ascend P7 незнімну батарею, автономність у «звичайному» режимі та звук розмовного динаміка. До плюсів оглядач відніс екран, габарити, якість збірки та матеріалів, камери, актуальну версію ОС та фірмової оболонки, непогану автономність, якість звуку в навушниках, наяавність слота для карти пам'яті та переглянута ергономіка в порівнянні з попередником.
Оглядач з Pingvin.Pro відніс до плюсів смартфона відніс дизайн, матеріали корпусу, його товщину, ергономіку, дисплей, якість звуку та камери. До мінусів він відніс незнімну батарею та автономність.

## Галерея

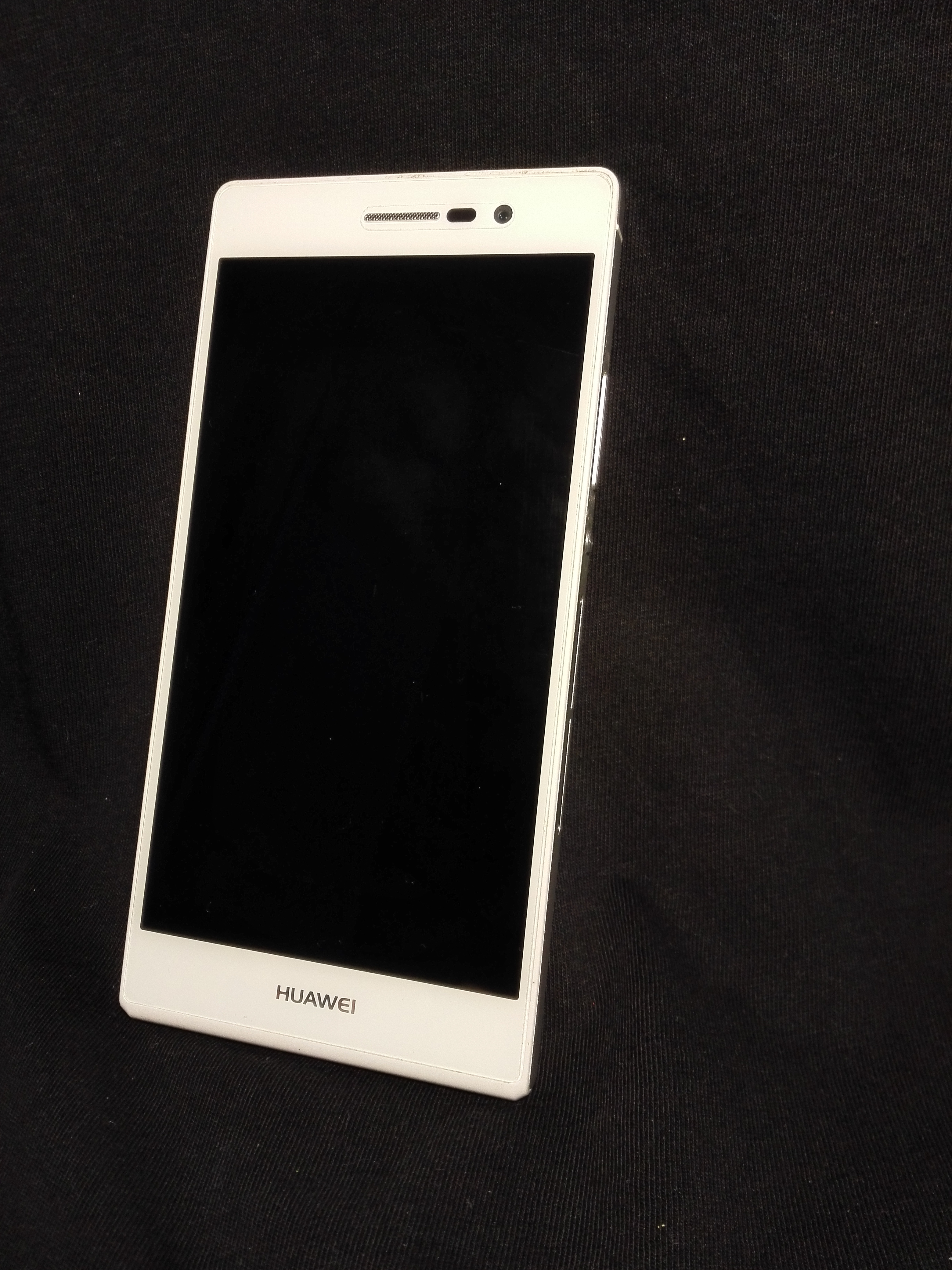
Передня частина Ascned P7 у білому кольорі
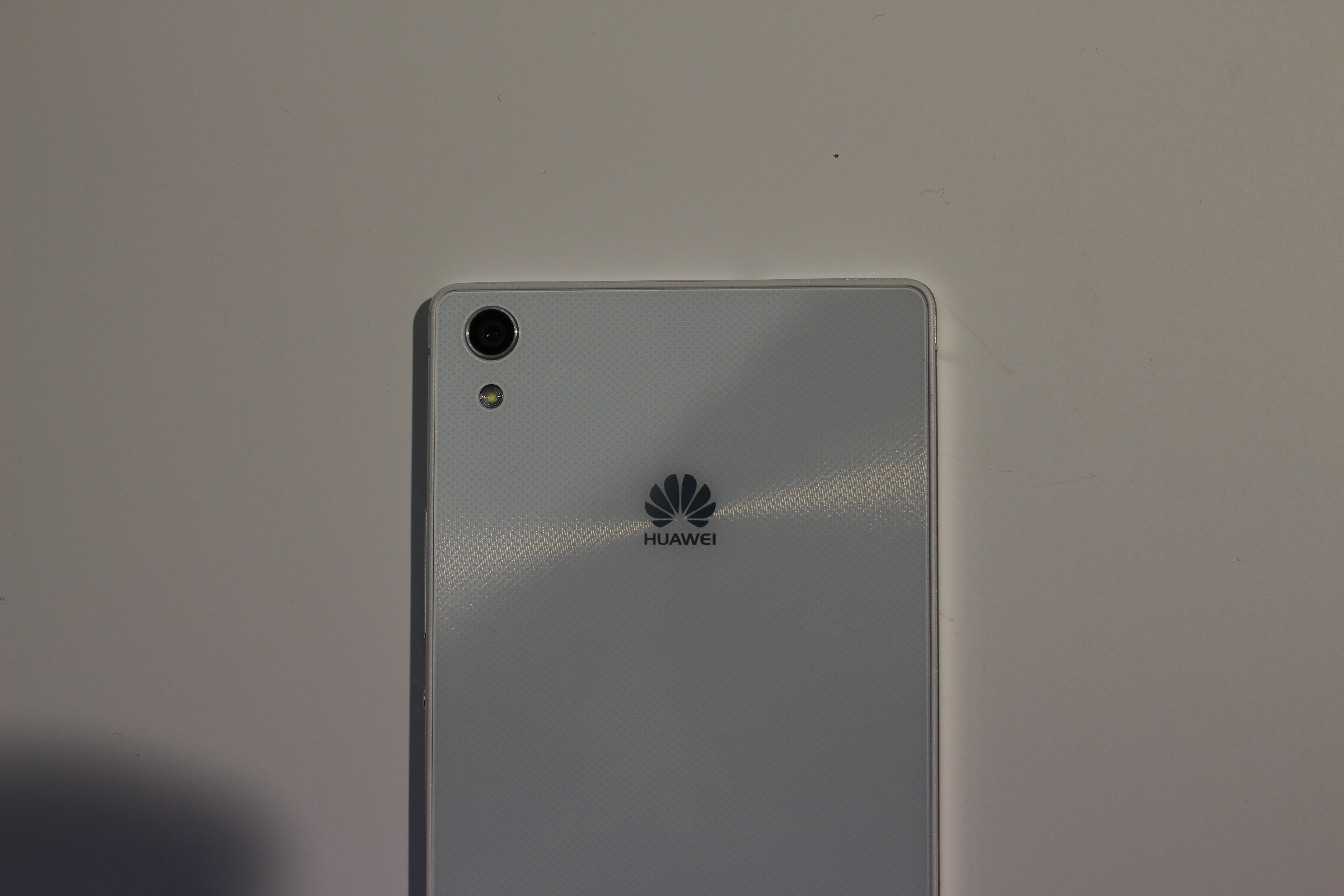
Задня частина Ascned P7 у білому кольорі
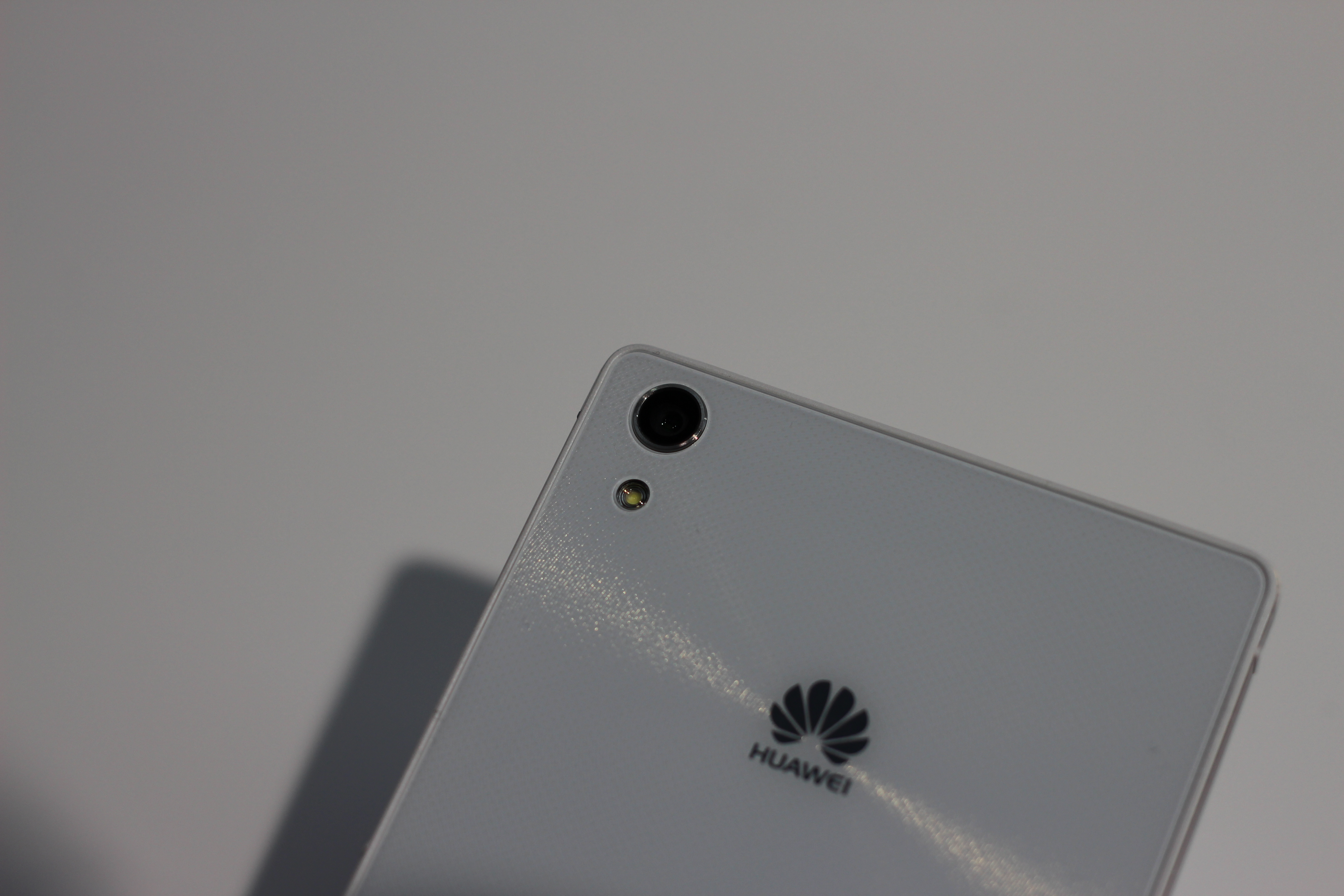
Камера Ascned P7
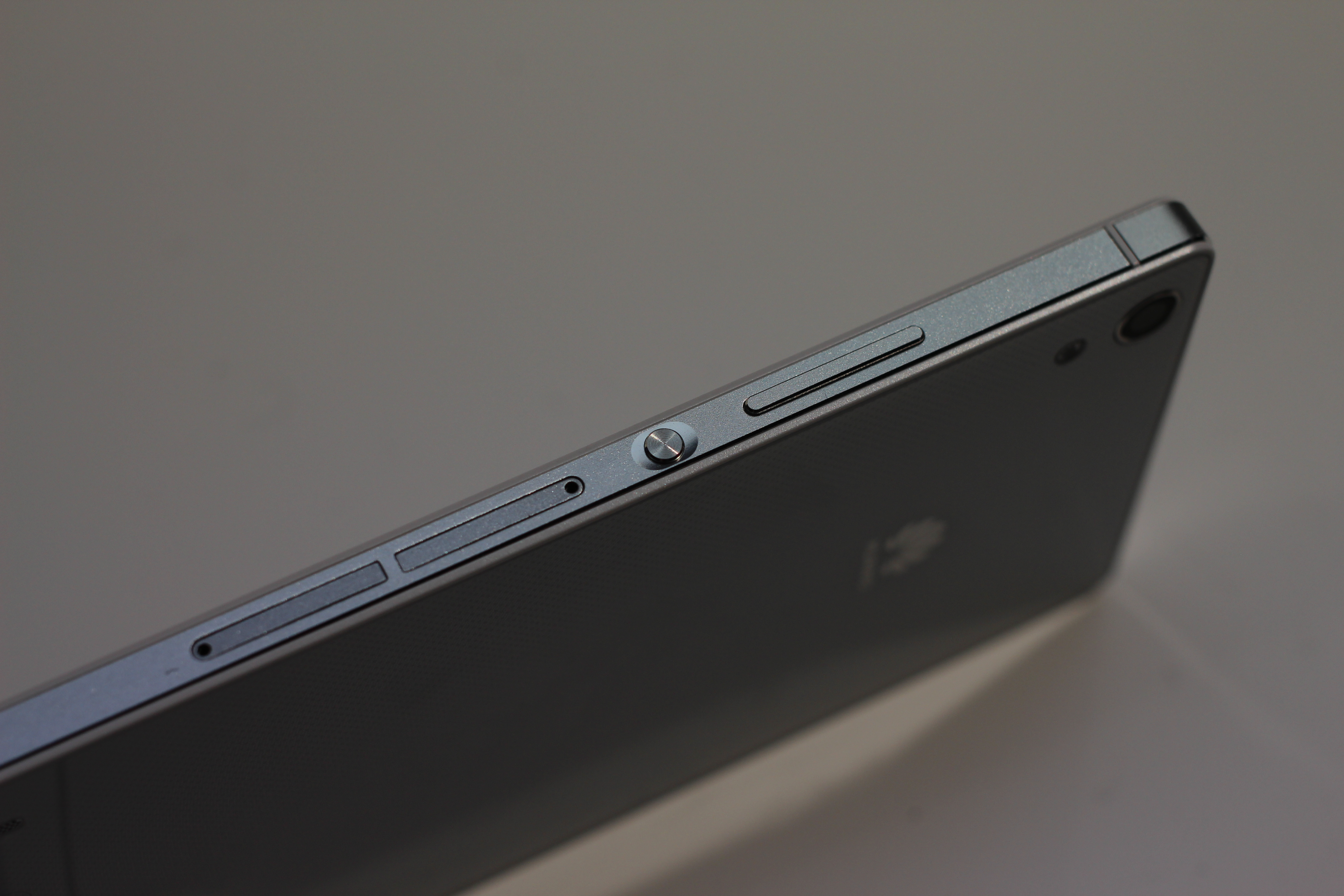
Бокова частина Ascned P7
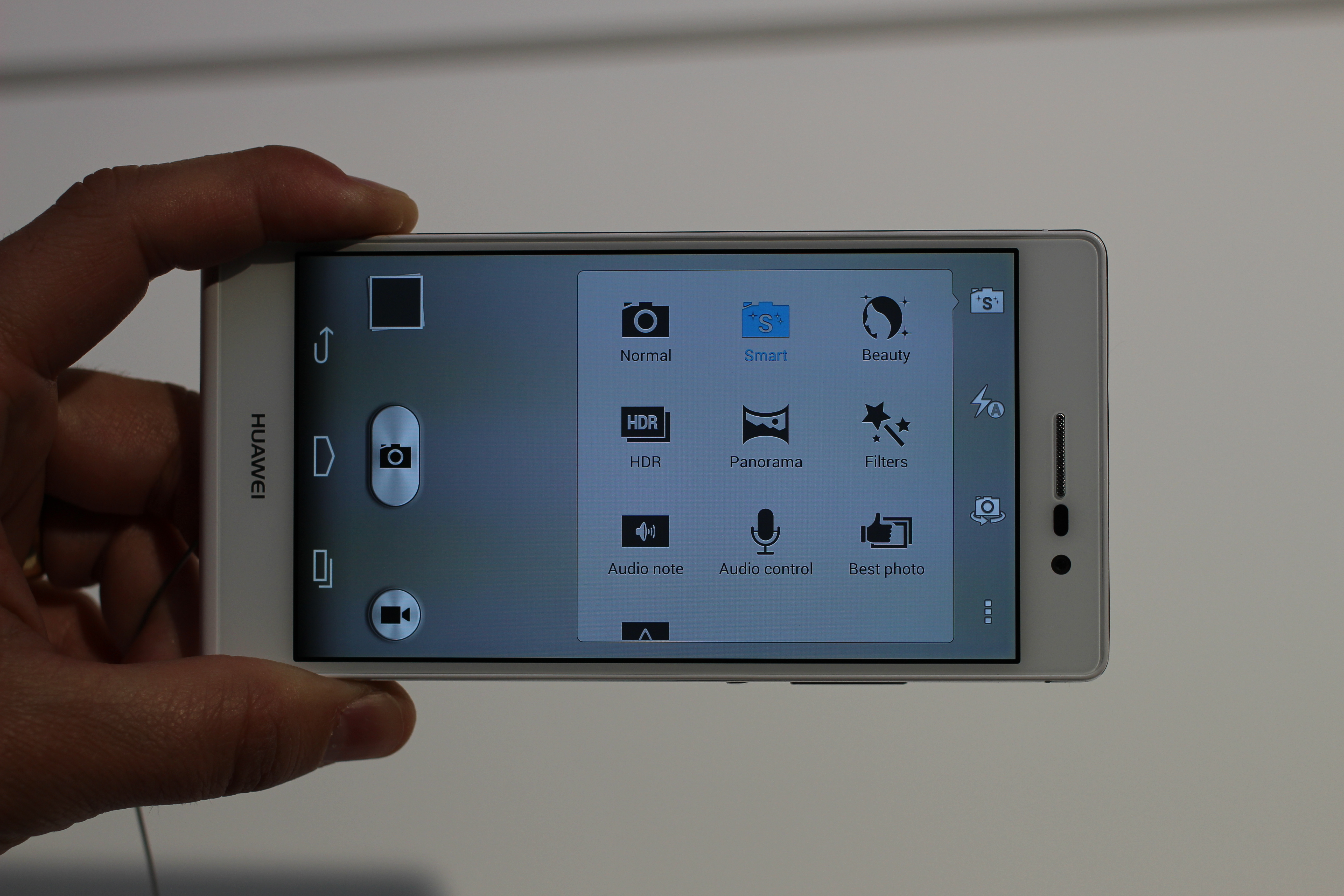
Ascned P7 з відкритим додатком камери
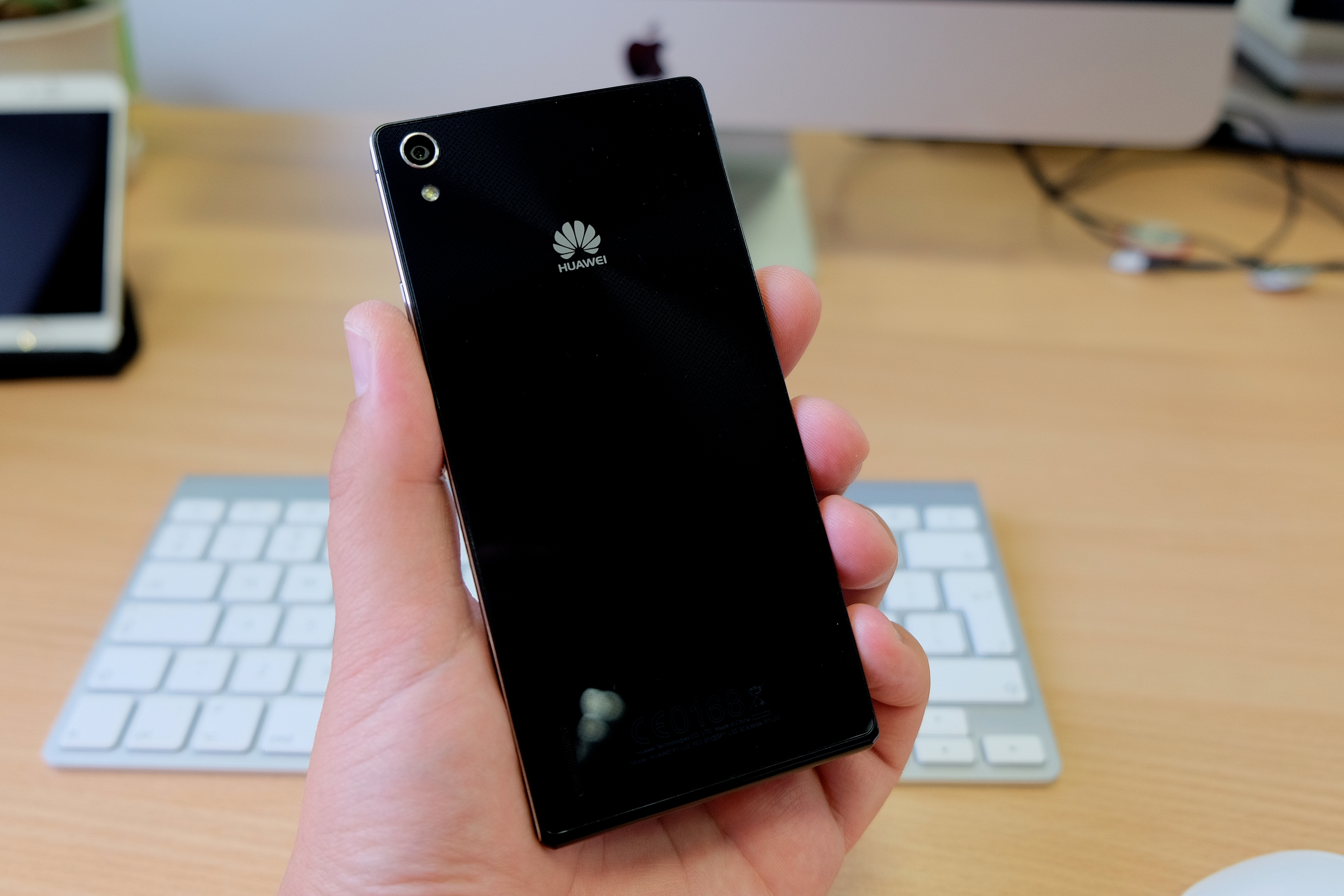
Задня частина Ascned P7 у чорному кольорі
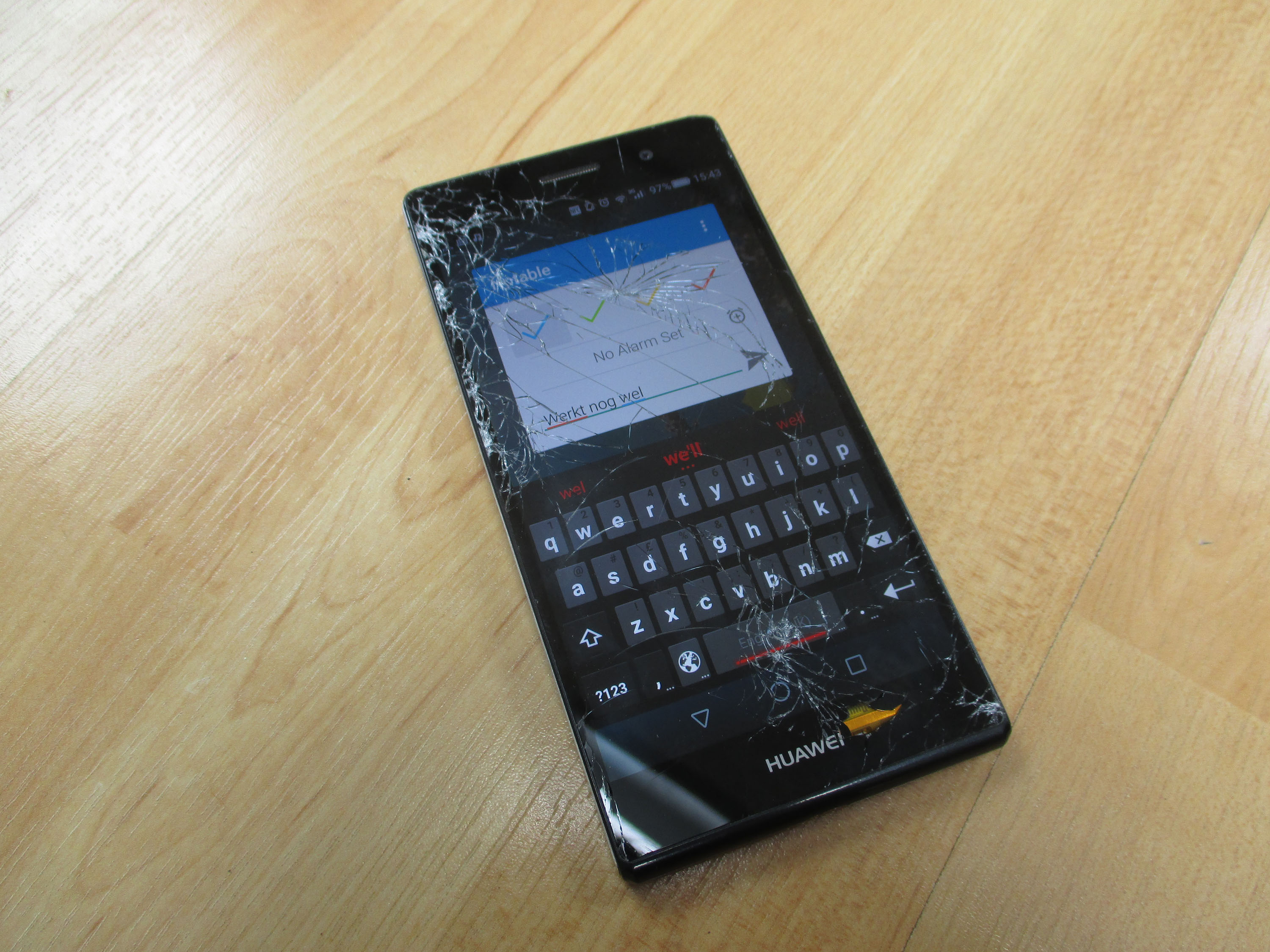
Розбитий Ascned P7